# Avokado
Avokado (lat. Persea), biljni rod porodice lovorovki iz tropske Amerike i Azije. Postoji preko 100 vrsta od kojih jedna raste i u Makaroneziji.
Najpoznatiji predstavnik roda je avokado, P. americana.

## Vrste
1. Persea alba Nees & Mart.
2. Persea albida Kosterm.
3. Persea albiramea van der Werff
4. Persea alpigena (Sw.) Spreng.
5. Persea americana Mill.
6. Persea areolatocostae (C.K.Allen) van der Werff
7. Persea aurata Miq.
8. Persea barbujana (Cav.) Mabb. & Nieto Fel.
9. Persea benthamiana Meisn.
10. Persea bernardii L.E.Kopp
11. Persea bilocularis L.E.Kopp
12. Persea boldufolia Mez
13. Persea borbonia (L.) Spreng.
14. Persea brenesii Standl.
15. Persea brevipes Meisn.
16. Persea brevipetiolata van der Werff
17. Persea buchtienii O.C.Schmidt
18. Persea bullata L.E.Kopp
19. Persea caerulea (Ruiz & Pav.) Mez
20. Persea caesia Meisn.
21. Persea campii L.E.Kopp
22. Persea chamissonis Mez
23. Persea chrysantha Lorea-Hern.
24. Persea chrysophylla L.E.Kopp
25. Persea cinerascens S.F.Blake
26. Persea conferta L.E.Kopp
27. Persea corymbosa Mez
28. Persea costata Meisn.
29. Persea croatii van der Werff
30. Persea croizatii van der Werff
31. Persea cuatrecasasii Kosterm.
32. Persea cuneata Meisn.
33. Persea donnell-smithii Mez
34. Persea fastigiata L.E.Kopp
35. Persea fendleri van der Werff
36. Persea ferruginea Kunth
37. Persea filipes Rusby
38. Persea fuliginosa Nees & Mart.
39. Persea fulva L.E.Kopp
40. Persea fusca Mez
41. Persea glabra van der Werff
42. Persea grandiflora L.E.Kopp
43. Persea haenkeana Mez
44. Persea hexanthera L.E.Kopp
45. Persea hintonii C.K.Allen
46. Persea hirta Nees
47. Persea humilis Nash
48. Persea hypoleuca (A.Rich.) Mez
49. Persea indica (L.) Spreng.
50. Persea jariensis Vattimo-Gil
51. Persea jenmanii Mez
52. Persea julianae van der Werff
53. Persea kostermansii I.M.Turner
54. Persea krugii Mez
55. Persea laevifolia van der Werff
56. Persea lemensis H.Ferrer & Sanoja
57. Persea liebmannii Mez
58. Persea lingue (Ruiz & Pav.) Nees
59. Persea longipes (Schltdl.) Meisn.
60. Persea maguirei L.E.Kopp
61. Persea major (Meisn.) L.E.Kopp
62. Persea meridensis L.E.Kopp
63. Persea microneura Meisn.
64. Persea microphylla (Mez) Mez
65. Persea mutisii Kunth
66. Persea negracotensis O.C.Schmidt
67. Persea nivea Mez
68. Persea nudigemma van der Werff
69. Persea oblongifolia L.E.Kopp
70. Persea obovata Nees & Mart.
71. Persea obscura Lorea-Hern.
72. Persea obtusifolia L.E.Kopp
73. Persea pajonalis van der Werff
74. Persea pallescens (Mez) Lorea-Hern.
75. Persea palustris (Raf.) Sarg.
76. Persea pedunculosa Meisn.
77. Persea perglauca Lundell
78. Persea perseiphylla (C.K.Allen) van der Werff
79. Persea peruviana Nees
80. Persea povedae W.C.Burger
81. Persea pseudofasciculata L.E.Kopp
82. Persea pumila P.L.R.Moraes & R.S.Pacheco
83. Persea punctata Meisn.
84. Persea purpusii L.E.Kopp
85. Persea raimondii O.C.Schmidt
86. Persea rigens C.K.Allen
87. Persea rigida Nees & Mart.
88. Persea rufescens Lundell
89. Persea rufotomentosa Nees & Mart.
90. Persea ruizii J.F.Macbr.
91. Persea schiedeana Nees
92. Persea sericea Kunth
93. Persea sessilis Standl. & Steyerm.
94. Persea silvatica van der Werff
95. Persea sphaerocarpa (H.J.P.Winkl.) Kosterm.
96. Persea splendens Meisn.
97. Persea sprucei Kosterm.
98. Persea standleyi C.K.Allen
99. Persea stricta Mez
100. Persea subcordata (Ruiz & Pav.) Nees
101. Persea trollii O.C.Schmidt
102. Persea urbaniana Mez
103. Persea vanderwerffii Doweld
104. Persea venosa Nees & Mart.
105. Persea veraguasensis Seem.
106. Persea vesticula Standl. & Steyerm.
107. Persea weberbaueri Mez
108. Persea willdenovii Kosterm.